# Kurt Enderl
Kurt Enderl (* 12. April 1913 in České Budějovice, Österreich-Ungarn; † 25. März 1985 in Wien) war ein österreichischer Diplomat.

## Leben
Kurt Enderl trat 1946 als provisorische Hilfskraft in London in den auswärtigen Dienst der Republik Österreich. Dort war er von 1946 bis 1947 Legationssekretär dritter Klasse. Von 1947 bis 1948 war er Vizekonsul am Generalkonsulat in New York City. Von 1948 bis 1950 wurde er im Bundeskanzleramt/Auswärtige Angelegenheiten beschäftigt. Von 1955 bis 1958 war er Gesandter in Tel Aviv. Von 1958 bis 1962 leitete er die Abteilung multilaterale Wirtschaftspolitik. Von 1962 bis 1967 war er Botschafter in Warschau. Von 1967 bis 1972 war er Botschafter in Budapest. Von 1972 bis 1974 war er Protokollchef im Bundesministerium für auswärtige Angelegenheiten. Von 14. Oktober 1970 bis 10. Januar 1975 war er Ambassador to the Court of St James’s. Er wurde am Neustifter Friedhof bestattet. Das Grab ist bereits aufgelassen.

## Auszeichnungen
- 1971: Großes Silbernes Ehrenzeichen für Verdienste um die Republik Österreich[3]